# 15651 Tlepolemos
15651 Tlepolemos este o planetă minoră (asteroid), cu un diametru de 24,341 km, din Asteroid troian al lui Jupiter. A fost descoperită pe 22 octombrie 1960 la Observatorul Palomar de Cornelis Johannes van Houten și a fost numită după Tlepolemus⁠(d). 
Obiectul prezintă o orbită caracterizată de o semiaxă mare de 5,2939432 UAi, o excentricitate de 0,041, o înclinație de 2,96089 ° în raport cu ecliptica.